# فردا باشه یا نباشه
فردا باشه یا نباشه (هندی: कल हो ना हो، اردو: کل هو نه هو) فیلمی هندی است محصول سال ۲۰۰۳ به کارگردانی نیکیل آدوانی. این فیلم در شهر نیویورک فیلم‌برداری شده و بازیگران اصلی آن عبارتند از جایا باچان، شاهرخ خان و پریتی زینتا. تولید و نویسندگی بخشی از این فیلم را کاران جوهر بر عهده داشته‌است. ژانر این فیلم، عشقی-ماجرایی است و موسیقی متن فیلم، با استقبال زیادی روبه‌رو شد و باعث شد تا آهنگساز آن، شانکار احسان لوی، جایزهٔ ملی فیلم برای بهترین کارگردانی موزیک را دریافت کند.
فیلم در ایران با نام «شاید فردایی نباشد» شناخته شده‌است.

## خلاصه داستان
ننا (پریتی زینتا) که پدرش را سال‌ها پیش از دست داده به همراه مادر و مادر بزرگش در نیویورک زندگی می‌کند و به دلیل مشکلات موجود در خانه به دختری تکیده و بدبین تبدیل شده‌است. آمدن همسایهٔ جدیدشان امان (شاهرخ خان) که مردی شاد و سرزنده است وضع این خانواده را دچار تحول می‌کند. پس از مدتی ننا و امان به یکدیگر علاقه‌مند می‌شوند اما امان که می‌فهمد که روهیت (سیف علی‌خان) دوست صمیمی ننا به او علاقه دارد و همین‌طور به‌خاطر ناراحتی قلبی خودش، ترتیبی می‌دهد که آن دو بیشتر با هم باشند و به نوعی (با وجود علاقه زیادش به ننا) به روهیت درس عاشق شدن را یاد می‌دهد. روهیت و ننا ازدواج می‌کنند و امان که ماموریتش را انجام داده‌است و به آن خانواده زندگی شاد و تازه‌ای بخشیده‌است، روزهای آخر عمرش را در بیمارستان به سر می‌برد و سرانجام می‌میرد.